# René Willien
René Willien (Aosta, 1916 – Courmayeur, febbraio 1979) è stato un fotografo, alpinista e scrittore italiano.
È soprattutto ricordato come promotore delle tradizioni popolari e uno dei più importanti studiosi della cultura valdostana. Durante la Resistenza ha combattuto in Valle d'Aosta; ha scritto numerose opere in patois valdostano, tra cui un'importante biografia di Jean-Baptiste Cerlogne, una guida alla Valle d'Aosta e varie opere sulle tradizioni locali.

## Biografia
Il padre è piemontese di origine savoiarda, mentre la madre è pugliese. René Willien nasce nel 1916 ad Aosta, in un ambiente poliglotta (si parla francese, patois e piemontese, l'italiano si affaccia a fatica).

Presentazione del primo Carnevale della città di Aosta nel 1962. Da sinistra a destra: René Willien, Cesare Zambroni, Pierre Vietti (Batezar), Josephine Vittaz (Batistine).

Cresce durante l'epoca fascista, nel 1935 diventa maestro. Durante la seconda guerra mondiale è sottotenente degli alpini, combatte sulle Alpi savoiarde e poi nel 1942 in Jugoslavia, esperienze che lo segnano e di cui parla per esempio in Tra la Dora e l'Isère: Willien è contrario alla guerra fascista che in maniera artificiosa spezza l'unità culturale degli abitanti delle montagne valdostane e savoiarde, accomunati da un patrimonio linguistico e di tradizioni comuni. Questo suo pensiero lo porta a frequentare Cesare Ollietti, Georges Jorrioz e altre personalità valdostane dell'epoca e a partecipare, dopo l'Armistizio di Cassibile, alla Resistenza valdostana in un ruolo chiave: è suo incarico di mantenere i contatti con i partigiani francesi.
Nel dopoguerra riprende ad insegnare e partecipa al fermento politico valdostano, soprattutto promuovendo la cultura valdostana che era stata occultata nel periodo fascista: dirige il settimanale Lo Partisan e poi dal 1947 al 1948 il mensile La Grolla, in cui pubblica le poesie in patois di Eugénie Martinet e le proprie opere, dà spazio agli studi di Anaïs Ronc-Désaymonet e a quelli di Jules Brocherel.

Inaugurazione del Museo Cerlogne di Saint-Nicolas, 20 ottobre 1963.

Allontanandosi dall'attività politica, si dedica completamente alla promozione del francoprovenzale e della cultura valdostana. Nel 1955 al centenario dell'Académie Saint-Anselme indica la necessità di promuovere e preservare il patois tramite strutture apposite, ponendo le basi per quello che sarà il Centre d'études francoprovençales. Nel 1957 organizza in varie città la prima giornata valdostana dedicata ai vari patois. Nel 1958 fonda insieme a Pierre Vietti lo Charaban, compagnia di teatro in francoprovenzale valdostano tuttora esistente.
A partire dal 1963 scrive a lungo sulla rivista Noutro dzen Patoué, dedicata alla scuola valdostana e alla lingua locale. Credendo nell'importanza della didattica, nello stesso anno, il 20 ottobre, inaugura il Museo Cerlogne di Saint-Nicolas, dedicati a Jean-Baptiste Cerlogne, e il concorso omonimo, per incentivare la presenza del patois valdostano a scuola.

Lo Charaban n.7 al teatro Giacosa di Aosta: René Willien con lo Charaban e le maschere della Coumba Freida.

Tra il 1964 e il 1975 è presidente del Syndicat d'initiative aostano, nel 1967 fonda il primo Centro di studi francoprovenzali che oggi porta il suo nome, e che richiamerà i maggiori esperti di dialettologia francoprovenzale, quali Corrado Grassi, Gaston Tuaillon, Ernest e Rose- Claire Schülé.
Nel 1976 pubblica il libro fotografico Valle d'Aosta in bianco (e nero), in cui mostra polemicamente le trasformazioni del paesaggio e le speculazioni edilizie avvenute nei dieci anni precedenti. Tra il 1977 e il 1978 si dedica a nuove pubblicazioni fotografiche con foto d'epoca commentate.
Morì all'improvviso nel febbraio del 1979 a Courmayeur.

## Riconoscimenti
A lui è dedicato il Centre d'études francoprovençales (CEFP) di Saint-Nicolas, e il Premio letterario “René Willien” (Prix littéraire René Willien) istituito dalla Regione autonoma Valle d'Aosta.

## Opere
- René Willien, Tra la Dora e l'Isère: storia e racconto, Aosta: Itla, 1956.
- René Willien, Amedée Pignet e Louis Vuillermoz, Valdôtèn, tsantèn,
- René Willien e Pinin Pacot (a cura di), Poesia valdostana, pp. 37–48, in Ij Brandé: armanach ed poesia piemonteisa, 1960.
- René Willien, Valle d'Aosta, Aosta: Assessorato regionale turismo, 1977.
- Renato Willien, Nuova guida della Valle d'Aosta, Torino: SACAT, 1975.
- (FR)  René Willien, Cerlogne (1826-1910), con la collaborazione di Lucienne Landi, Aosta: ITLA, 1974.
- René Willien, Dié conte de Croméyeuï (Dix contes de Courmayeur; Dieci racconti di Courmayeur), incisioni di Nex, Aosta: ITLA, 1953.
- René Willien, Lo ten passe: dje poésie eun patoe de la Veulla d'Outa; incisioni di Ricci, Aosta: Marguerettaz, 1961.
- René Willien (a cura di), St-Ours: foire millénaire, con testi di P.-J. Béthaz et alii, Genova: Saiga già, 1970.
- René Willien (a cura di), Vieille vallée: vecchie immagini della Val d'Aosta, con foto di Breuil, Valtournenche, Chamois, Antey-Saint-André, Torgnon, Châtillon, Saint-Vincent, Fénis, raccolte e commentate da René Willien, Aosta: Imprimerie valdôtaine, 1997.
- (FR)  René Willien, Noutro dzen patoué. Bullettin à l'usage du corps enseignant de la Vallée d'Aoste, a cura di L. Landi, Aosta: Le Château, 1996.
- Renato Willien, Montenegro '42. Con gli alpini in Jugoslavia. Inizio di una tragedia, Tip. ITLA, Aosta, 1975